# Whiltilla Mountain
Whiltilla Mountain är ett berg i Kanada.   Det ligger i provinsen British Columbia, i den sydvästra delen av landet, 3 800 km väster om huvudstaden Ottawa. Toppen på Whiltilla Mountain är 1 697 meter över havet, eller 440 meter över den omgivande terrängen. Bredden vid basen är 6,8 km.
Terrängen runt Whiltilla Mountain är kuperad åt sydväst, men åt nordost är den bergig.Trakten runt Whiltilla Mountain är nära nog obefolkad, med mindre än två invånare per kvadratkilometer.. Närmaste större samhälle är Woss, 18,1 km söder om Whiltilla Mountain.
I omgivningarna runt Whiltilla Mountain växer i huvudsak barrskog.